# Watertoren (Oudewater)
De watertoren van Oudewater werd ontworpen door Roelof Kuipers en gebouwd in 1911 in opdracht van de Utrechtse Waterleiding Maatschappij.
De watertoren, die in 1966 werd afgebroken, had een hoogte van 32,5 meter en twee waterreservoirs: 100 m³ en 30 m³.
Amersfoort ·
Baarn ·
Bilthoven ·
Breukelen ·
Bunnik ·
Doorn ·
Lopik ·
Maarsbergen ·
Maarssen ·
Meerkerk ·
Mijdrecht ·
Nieuwegein ·
Oudewater ·
Rhenen ·
Soest ·
Soestdijk ·
Utrecht (Amsterdamsestraatweg 380 ·
Heuveloord ·
De Inktpot ·
Neckardreef ·
Spoorwegmuseum ·
Riouwstraat ·
Lauwerhof) ·
Vianen ·
Woerden ·
Woudenberg ·
Zeist